# فاطمه نوروزی کاریزی
فاطمه نوروزی کاریزی (زاده اول مهر ۱۲۷۸) در تربت جام است. او یک ابر صد ساله اهل ایران است و طبق اعلام برخی سایت های خبری مسن ترین زن جهان محسوب می شود.

## وضعیت سلامتی
براساس اعلام دانشکده علوم پزشکی تربت‌جام و بر طبق طرح پویش ملی سلامت که در آذر ۱۴۰۲ انجام شد، ایشان هیچ گونه ابتلا به فشار خون بالا، دیابت و چربی مضر نداشته است.

## واکسن کرونا
فاطمه نوروزی کاریزی با وجود سن زیاد در آذرماه ۱۴۰۰ واکسن کرونا تزریق کرد.